# Скулкілл Тауншип (округ Скайлкілл, Пенсільванія)
Скулкілл Тауншип (англ. Schuylkill Township) — селище (англ. township) в США, в окрузі Скайлкілл штату Пенсільванія. Населення — 1074 особи (2020).

## Демографія
Згідно з переписом 2010 року, у селищі мешкало 1129 осіб у 510 домогосподарствах у складі 322 родин. Було 571 помешкання
Расовий склад населення:
| - 98,6 % — білих - 0,2 % — корінних американців - 0,2 % — азіатів - 0,1 % — вихідців з тихоокеанських островів - 0,1 % — чорних або афроамериканців |

До двох чи більше рас належало 0,7 %. Частка іспаномовних становила 1,2 % від усіх жителів.
За віковим діапазоном населення розподілялося таким чином: 16,7 % — особи молодші 18 років, 58,1 % — особи у віці 18—64 років, 25,2 % — особи у віці 65 років та старші. Медіана віку мешканця становила 49,2 року. На 100 осіб жіночої статі у селищі припадало 99,1 чоловіків;  на 100 жінок у віці від 18 років та старших — 98,3 чоловіків також старших 18 років.
Середній дохід на одне домашнє господарство  становив 54 345 доларів США (медіана — 45 125), а середній дохід на одну сім'ю — 59 946 доларів (медіана — 51 953). За межею бідності перебувало 18,6 % осіб, у тому числі 33,9 % дітей у віці до 18 років та 4,0 % осіб у віці 65 років та старших.
Цивільне працевлаштоване населення становило 471 особа. Основні галузі зайнятості: освіта, охорона здоров'я та соціальна допомога — 20,2 %, роздрібна торгівля — 15,9 %, будівництво — 13,2 %, виробництво — 10,8 %.